# St. Martin (Kreuzthal)

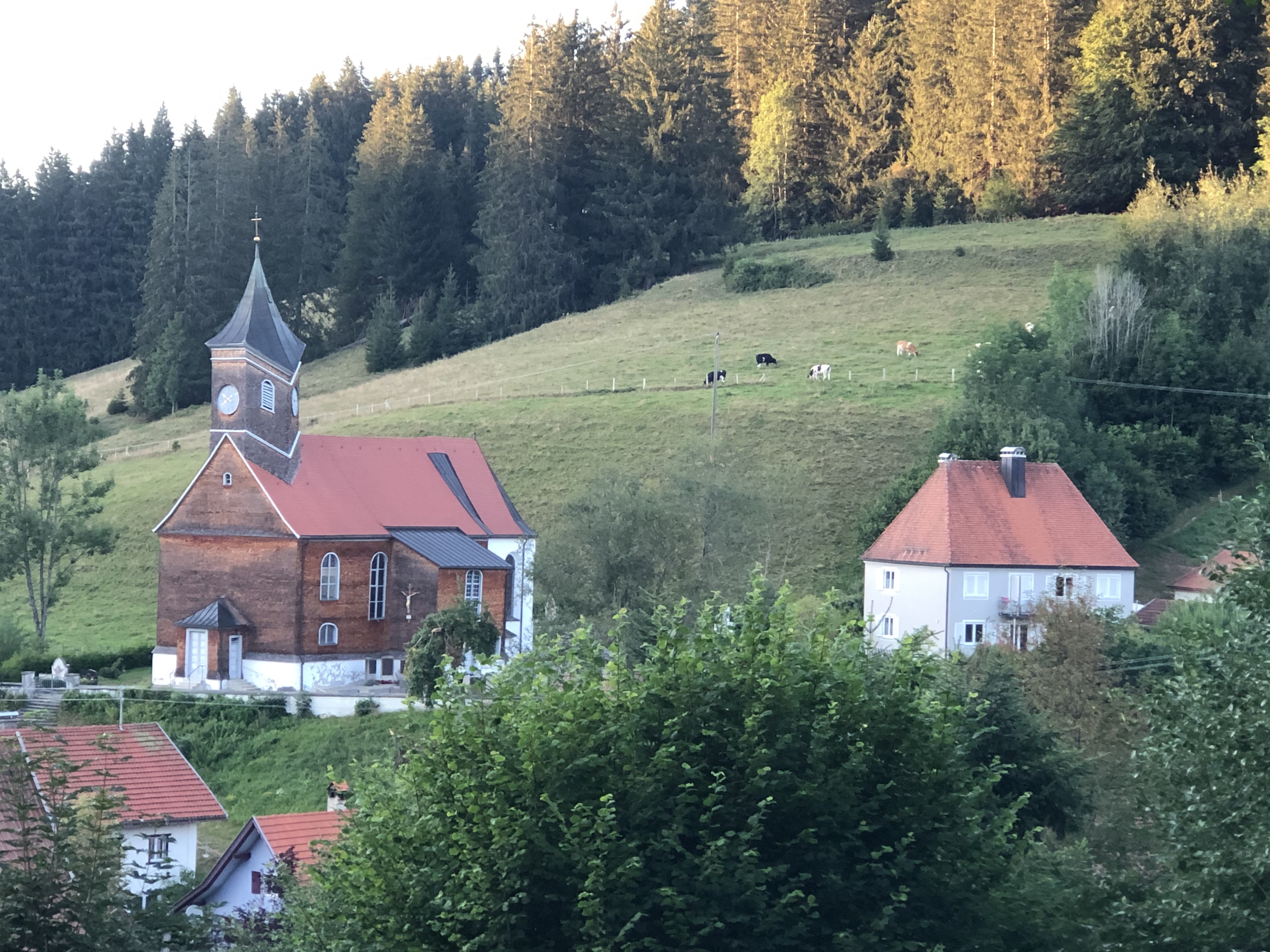
St. Martin in Kreuzthal

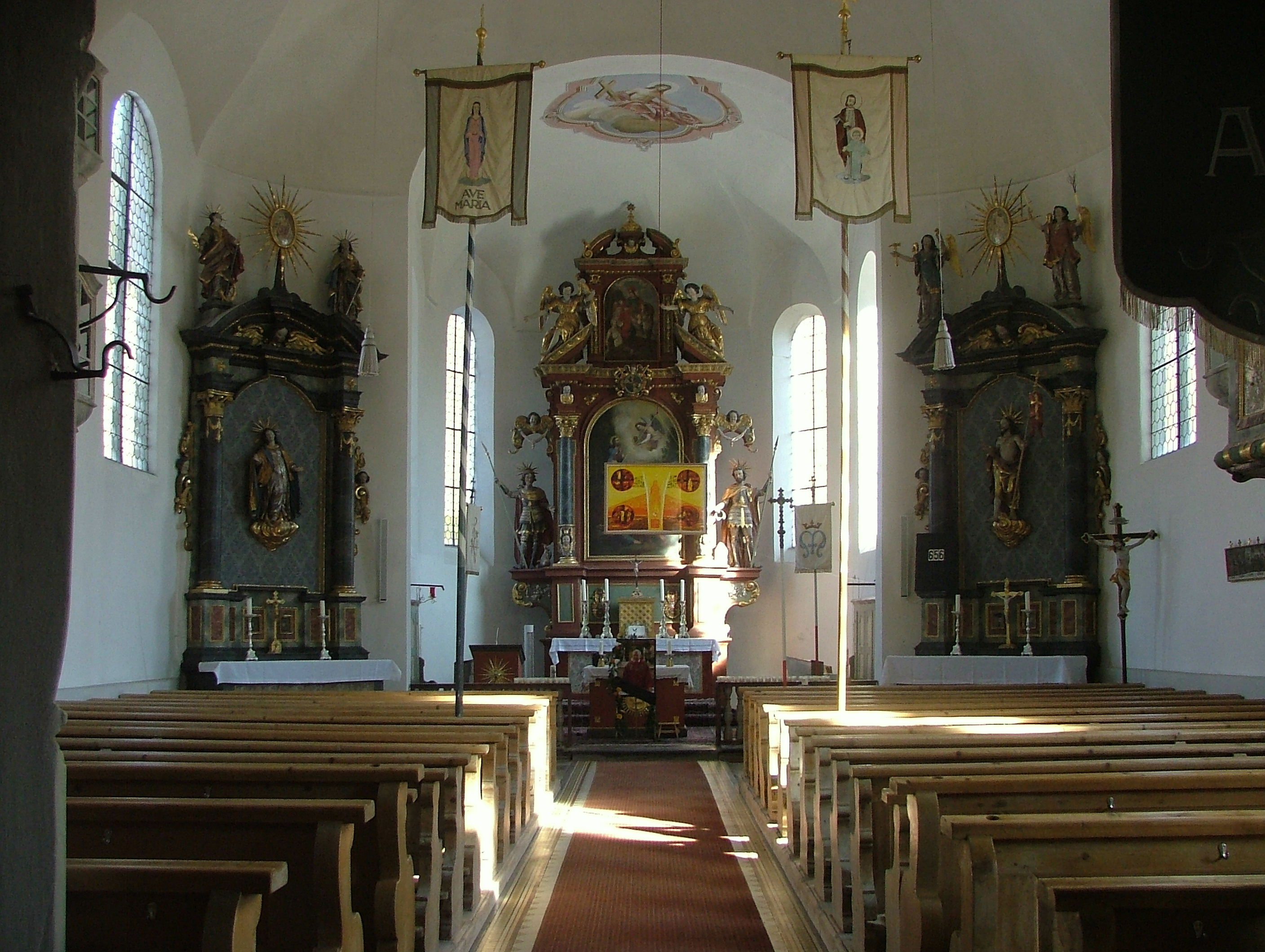
Innenraum

Die römisch-katholische Pfarrkirche St. Martin steht in Kreuzthal, einem Gemeindeteil des Marktes Buchenberg im bayerisch-schwäbischen Landkreis Oberallgäu von Bayern. Die Kirche steht als Baudenkmal mit der Nummer D-7-80-117-15 unter Denkmalschutz und gehört zum Dekanat Kempten des Bistums Augsburg.

## Geschichte
Der Ortsteil Kreuzthal liegt etwa 10 km (Luftlinie) westlich des Hauptortes Buchenberg abgelegen in einem Waldtal direkt an der Landesgrenze zwischen Bayern und Baden-Württemberg, die dem Lauf der Eschach folgt. Im 18. Jahrhundert stießen hier die Territorien des Fürststifts Kempten und des Klosters Isny aufeinander. Der Holzreichtum der Gegend war ab dem späten 17. Jahrhundert Anlass zur Gründung von Glashütten, die bis in die Mitte des 19. Jahrhunderts florierten und zum Anwachsen der Bevölkerung führten. Deren Höchststand von 1791 wurde seither nie wieder erreicht.
Die Bevölkerungszunahme machte auch die Frage der geistlichen Versorgung dieser Menschen dringlich, denn die Kirchen von Wiggensbach und Rohrdorf lagen zu weit entfernt. 1711 wurde eine Kollekte für den Bau einer Kapelle am Zusammenfluss von Kreuzbach und Eschach abgehalten, und im Jahr 1717 wird diese als neuer, etwa 8 Meter langer Fachwerkbau „mit guten Fenstern und einem Altare“ beschrieben.
Ebenfalls 1717 bat die Filiale Kreuzthal um einen eigenen Seelsorger, und die Errichtung der Pfarrei Kreuzthal wurde vom Kemptener Fürstabt und dem Bischof von Konstanz bewilligt. 1746 wurde die neue Kirche innerhalb eines Jahres schnell und kostengünstig in Fachwerktechnik errichtet. Am 21. und 22. Oktober 1746 erlaubte der Bischof dem Dekan des Klosters Isny, der Kirche die einfache (vorläufige) Weihe zu geben, und der Gemeinde, dass das Gotteshaus einen vom Bischof konsekrierten beweglichen Altar besitzen dürfe, damit die Messe auch schon vor der Konsekration der Kirche gefeiert werden könne. Da eine im Jahr 1828 geplante Kirchweihe durch den Augsburger Bischof nicht zustande kam, dauert dieses Provisorium seit über 200 Jahren an: Die Kirche wurde noch immer nicht feierlich konsekriert (Stand: 1985).
Zunächst besaß die Kirche nur Tragaltäre. Spätestens 1765 kam der Hochaltar als erster fester Altar in die Kirche, „gebraucht“ aus einer anderen stiftkemptischen Gemeinde (Wiggensbach?) gekauft. Die übrigen Ausstattungsstücke folgten im Lauf der nächsten 50 Jahre, zuletzt die Kanzel im Jahr 1800. Schon seit 1729 besaß die Gemeinde eine Kreuzpartikel-Reliquie, zwei weitere Reliquien erhielt sie 1783 als Stiftung des Meisters der Glashütte in Eisenbach.
Im Jahr 1800 begann auch die lange Reihe der Renovierungen und Bausanierungen mit einem neuen Anstrich des Altarraums. Der Fachwerkbau und die Schindelung erforderten häufige Baumaßnahmen: 1815, 1825–1839, ab 1839, 1866, 1899–1901, 1931 und 1938, ab 1959, nach einem Brand am 9. Dezember 1962 wieder 1964 und zuletzt 1982–1984 (Stand: 1985). 1867 galt Kreuzthal als ärmste Gemeinde im Bezirk Kempten, und die Regierung von Schwaben und Neuburg genehmigte eine Kollekte in den katholischen Kirchen in Mittel- und Südschwaben, um den notwendigen „beträchtlichen Reparaturbau“ zu finanzieren.
Diese wirtschaftlichen Gegebenheiten zeigen sich auch in der Kirchenausstattung: Teilweise wurden Ausstattungsstücke aus anderen Kirchen übernommen, u. a. der spätgotische, zur Bauzeit völlig aus der Mode gekommene Taufstein und der Hochaltar. An den Decken wurde auf Stuck verzichtet, auch die Rahmen um die Deckenbilder sind nur gemalt. Die Emporenbrüstungen tragen keinen Bildschmuck. Im Zentrum der Seitenaltäre ersetzt jeweils eine einzelne Statue das übliche Altarbild; statt großer Assistenzfiguren sind seitlich nur kleine Engelköpfchen angebracht.

## Beschreibung
Die Saalkirche wurde 1746 als Fachwerkkirche erbaut, deren Langhaus außen mit Schindeln verkleidet und innen verputzt ist, und einem eingezogenen, halbrund geschlossenen, gemauerten Chor im Osten. Die Anbauten an den Längswänden des Langhauses dienen zur Aufnahme der Sakristei und der zum Langhaus hin geöffneten Oratorien. Aus dem Satteldach des Langhauses erhebt sich ein sechseckiger Dachreiter, der den Glockenstuhl und die Turmuhr beherbergt, und der mit einem spitzen Helm bedeckt ist. 
Der Innenraum des Langhauses, in dessen Westen sich eine doppelstöckige Empore befindet, ist mit einem Stichkappengewölbe überspannt. 

## Ausstattung
Der 1682 gebaute Hochaltar wird dem Umkreis von Hans Ludwig Ertinger zugeschrieben. Die um 1700 gebauten Seitenaltäre sind als Ädikulä gestaltet. Auf dem Schalldeckel der klassizistischen Kanzel steht die Statue des Erzengels Michael, die sich ursprünglich auf dem Altarauszug des Hochaltars befand. 